# 常陸国分寺
常陸国分寺（ひたちこくぶんじ）は、茨城県石岡市府中にある真言宗智山派の寺院。山号は浄瑠璃山。院号は東方院。本尊は薬師如来。
奈良時代に聖武天皇の詔により日本各地に建立された国分寺のうち、常陸国国分寺の後継寺院にあたる。本項では現寺院とともに、創建当時の遺構である常陸国分寺跡・常陸国分尼寺跡（ともに国の特別史跡）についても解説する。

## 歴史

### 古代・中世
創建は不詳。『常陸府中鏡』によれば天平15年（743年）に起工し、天平勝宝4年（752年）に成就したという。『延喜式』主税寮では諸国本稲に「国分寺料六万束」と見え、諸国国分寺のうちでも屈指の寺領を有したとされる。
『扶桑略記』仁和4年（888年）11月23日条では、『本朝法華験記』の引用として、常陸国書生の飛鳥貞成が国分寺で供養を盛大に行なったと見える。また税所文書によると、嘉吉2年（1442年）の常陸国留守所からの下文で、天平神護2年（766年）・延暦24年（805年）の太政官符に従い三宝布施300束と講読師并謂僧布施5,624束が奏上されている。
『府中平邑巡覧記』によると、創建80年後での兵火による焼失のほか、天慶2年（939年）の平将門の乱で焼失、天正13年（1585年）の佐竹氏・大掾氏の兵火で焼失し、以後衰退したという。

### 近世以後
中世末期頃からは無住であったとされるが、慶長年間（1596年-1615年）に近隣の菩提山千手院来高寺の住職が国分寺住職を兼務するようになった。『府中平邑巡覧記』では、国分寺は千手院末寺である旨が記されている。
大正8年（1919年）、千手院と国分寺との合併によって現在の国分寺が成立し、千手院は廃寺とされた。

## 境内
現国分寺の境内は、創建時の国分寺跡の遺構上に位置する。
本堂
千手院から移築した旧本堂が明治41年（1908年）に焼失したのを受け、明治43年（1910年）に筑波四面薬師の1つを移築したもの。
薬師堂
国分寺跡の金堂の位置に建てられている。
都々一坊扇歌堂
都々逸節の創作者として知られる都々逸坊扇歌が嘉永5年（1852年）に府中で没したことから、記念として昭和8年（1933年）に建立されたもの。石岡市指定文化財に指定されている。
山門
旧千手院の山門。千手院は府中の大寺の1つであったが、大正8年（1919年）に国分寺と合併して廃寺となった。この山門は、その千手院の唯一の遺構になる。石岡市指定文化財に指定されている。
そのほか、境内には弘法大師堂などの堂宇が建立されている。なお、国分寺跡の中門の位置には天正2年（1574年）に仁王門が建てられていたが、明治41年（1908年）に焼失している。

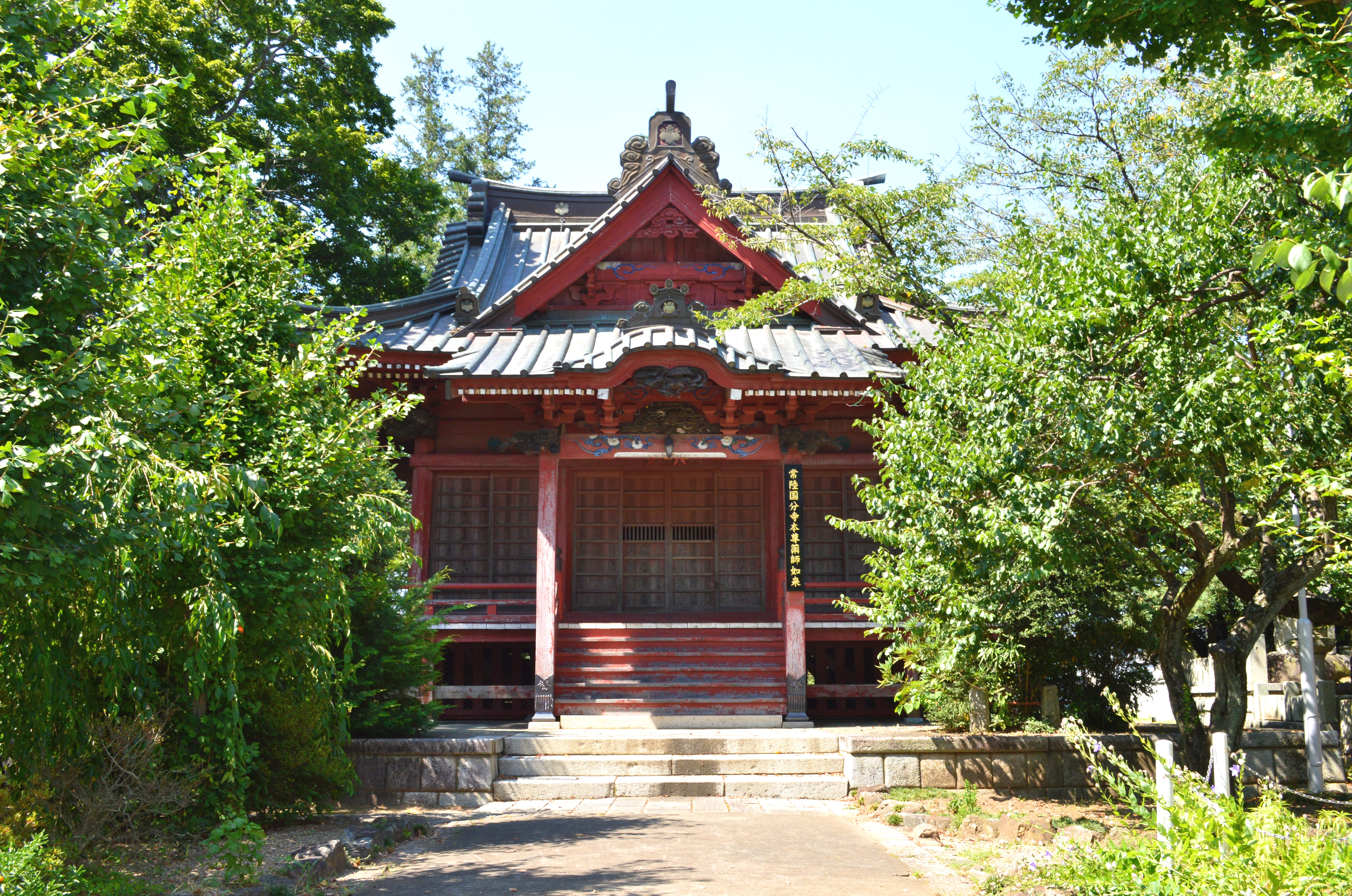
薬師堂
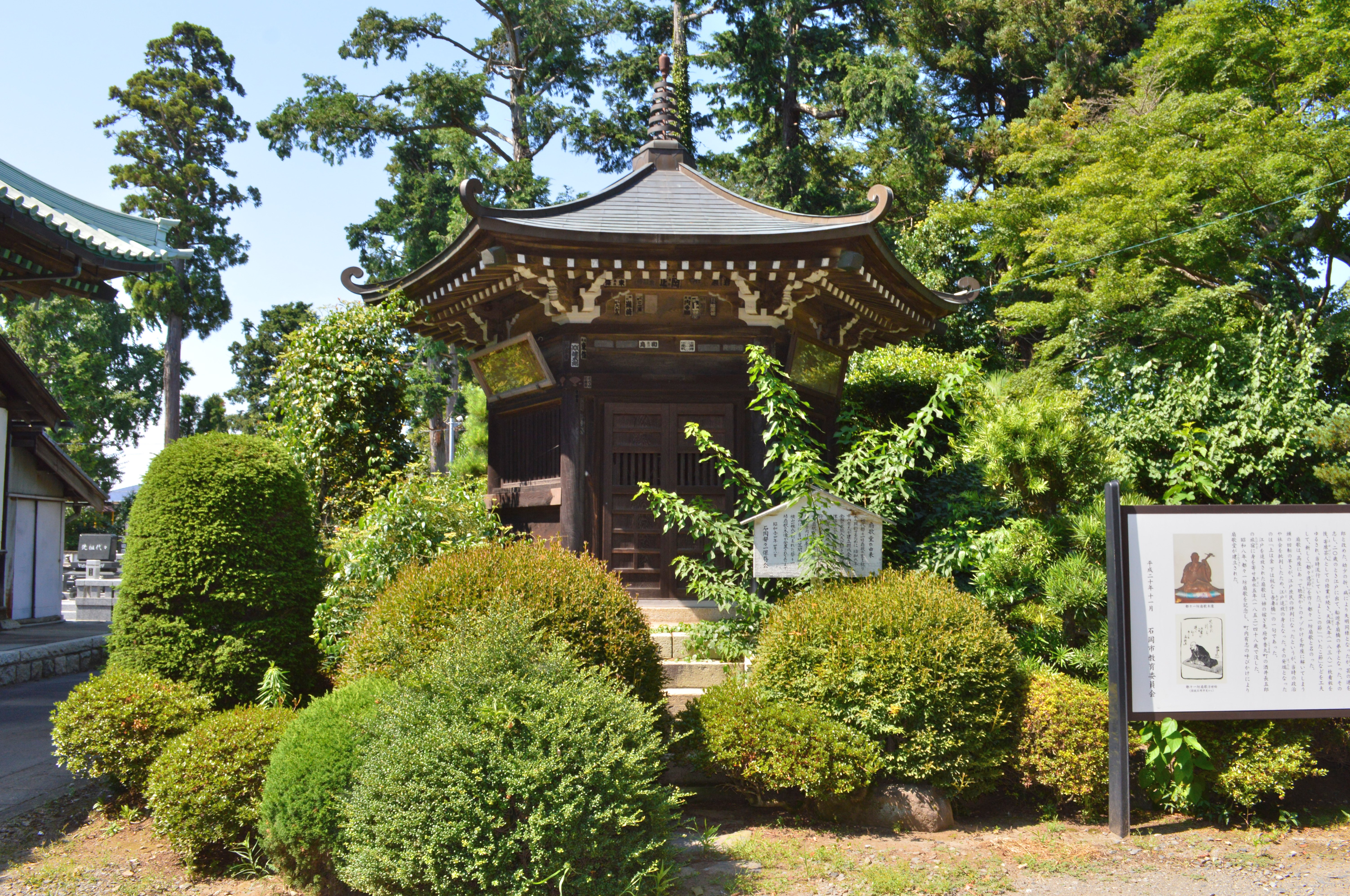
都々一坊扇歌堂（石岡市指定文化財）
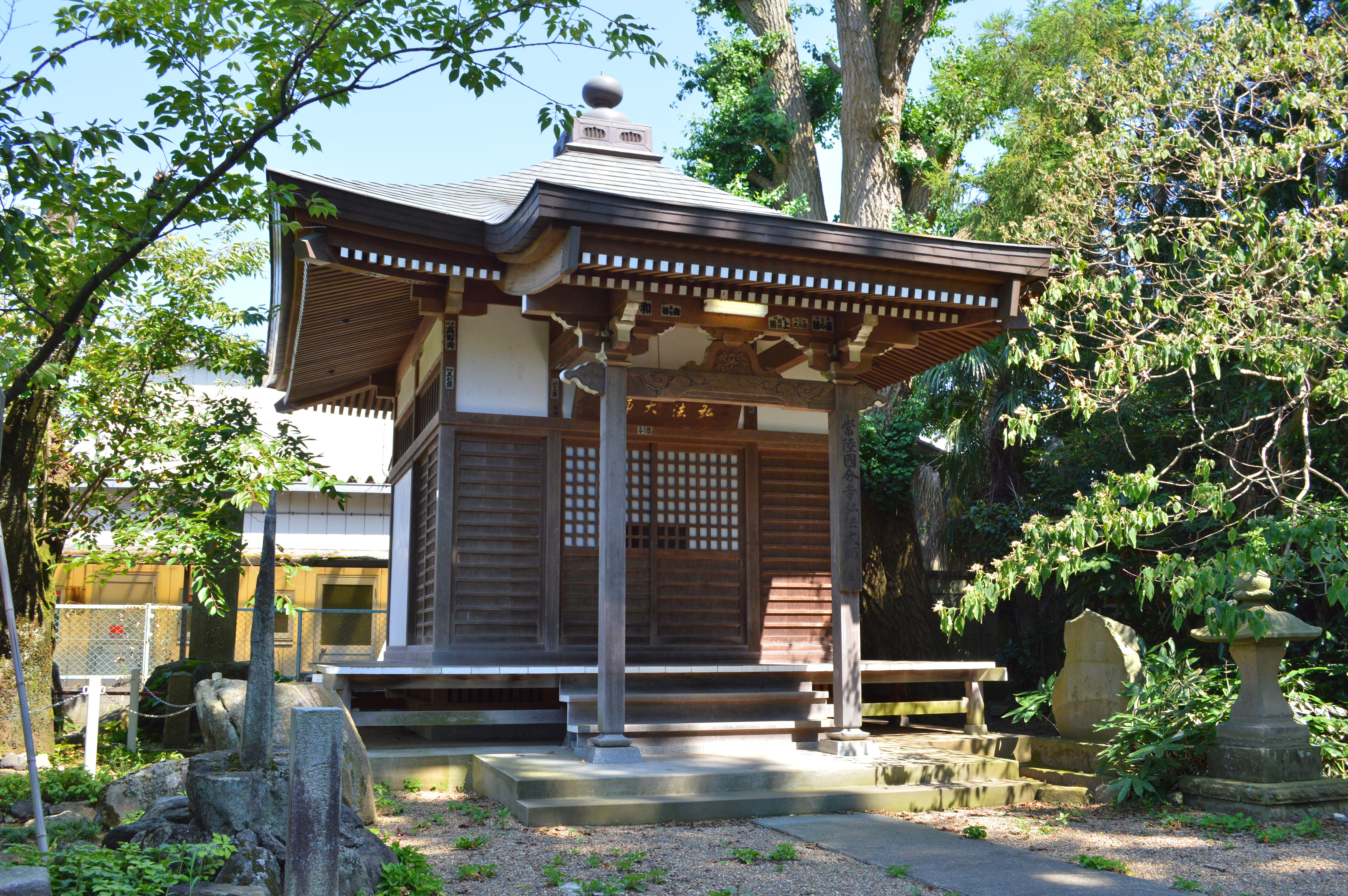
弘法大師堂
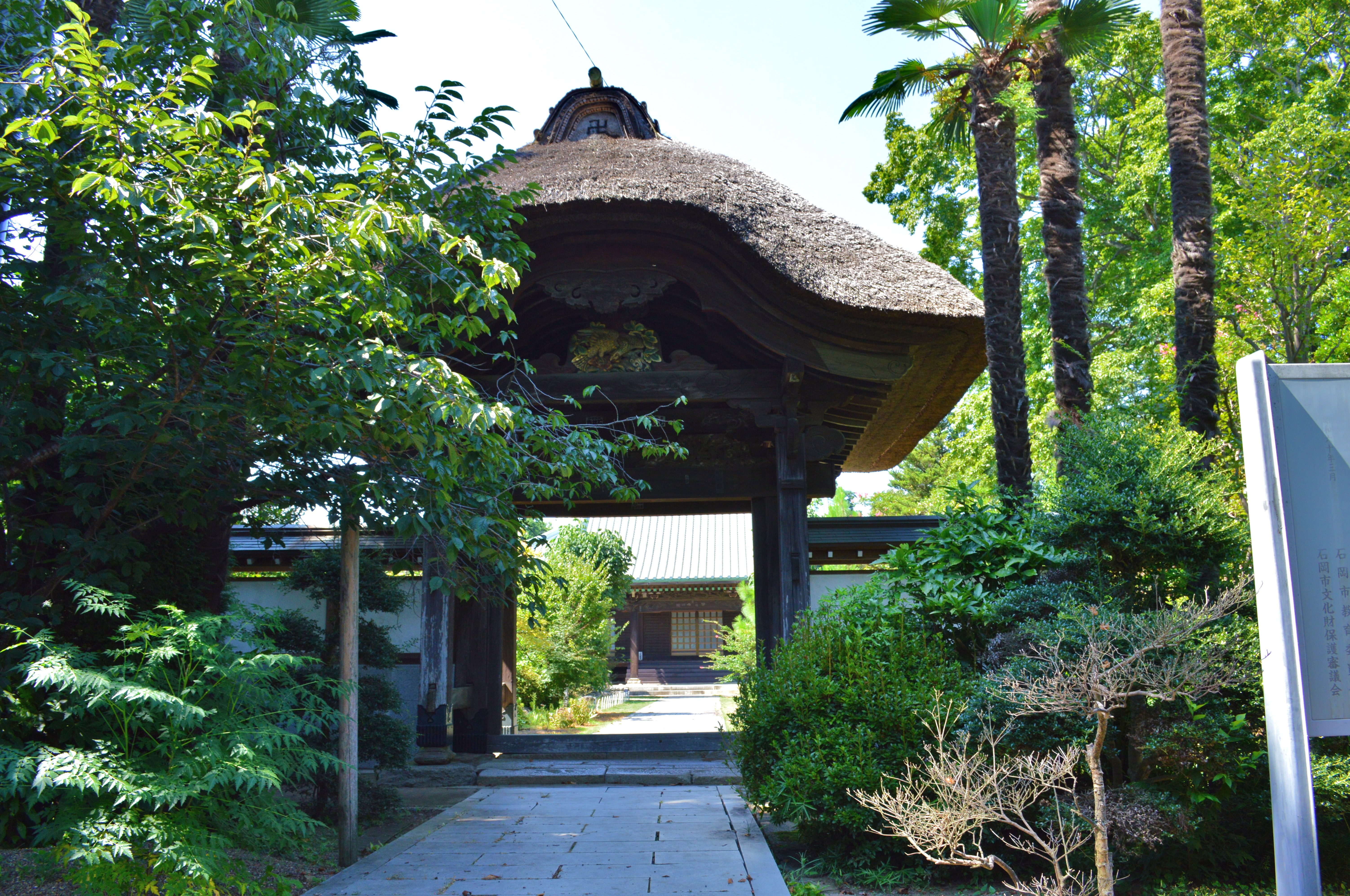
旧千手院山門（石岡市指定文化財）

## 常陸国分寺跡

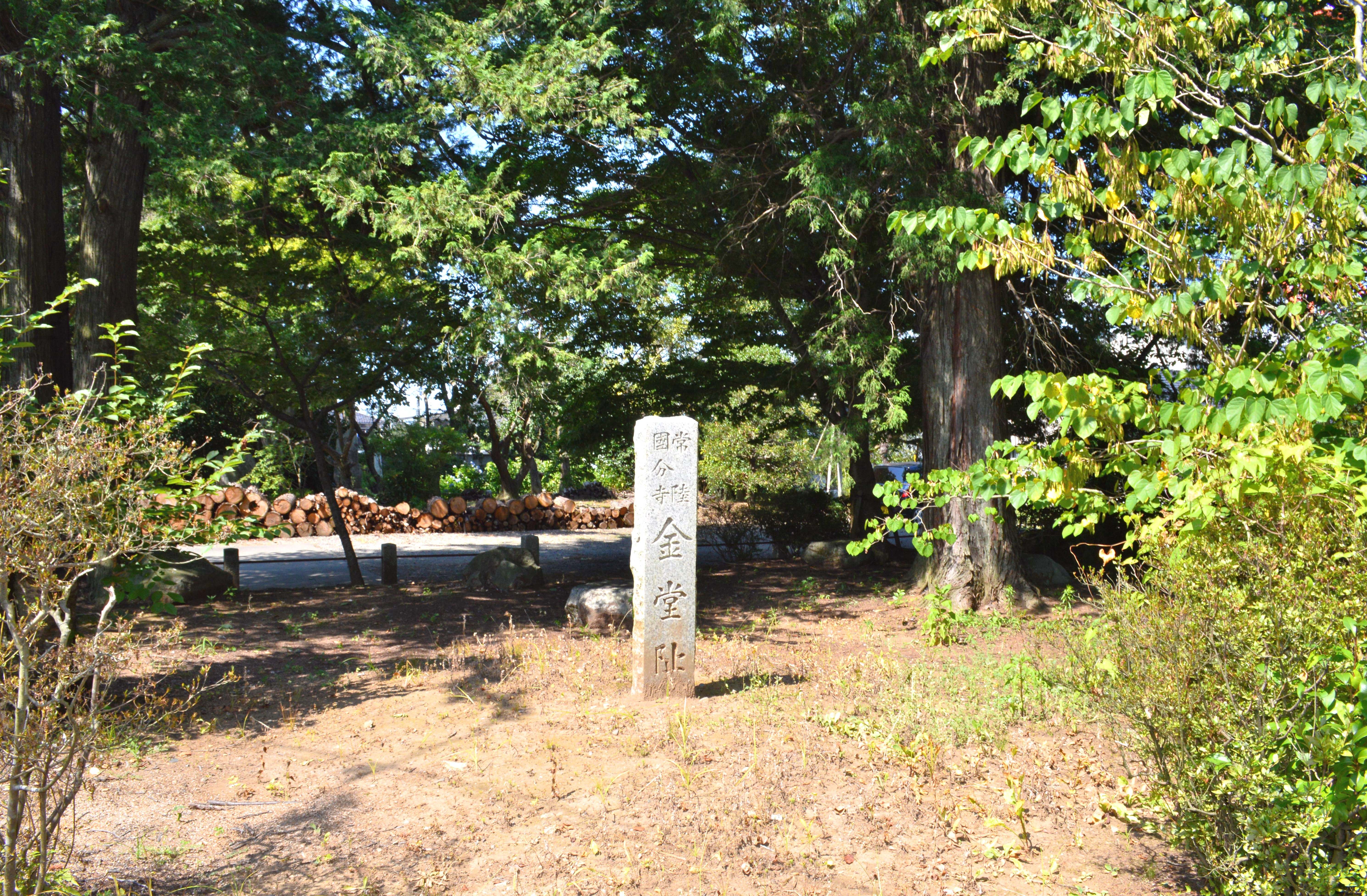
僧寺跡 金堂基壇

創建時の僧寺跡は、現在の国分寺と重複して位置する。寺域は東西約270メートル・南北約240メートル。伽藍として中門・金堂・講堂を一直線上に配置し、中門左右からでた回廊が金堂に接続する。
七重塔の位置は寺域東側に推定されるものの明らかでなく、塔心礎は現在は国分寺境内に移し保存されている。そのほか、現国分寺の本堂西側では鐘楼基壇が見つかっていた。

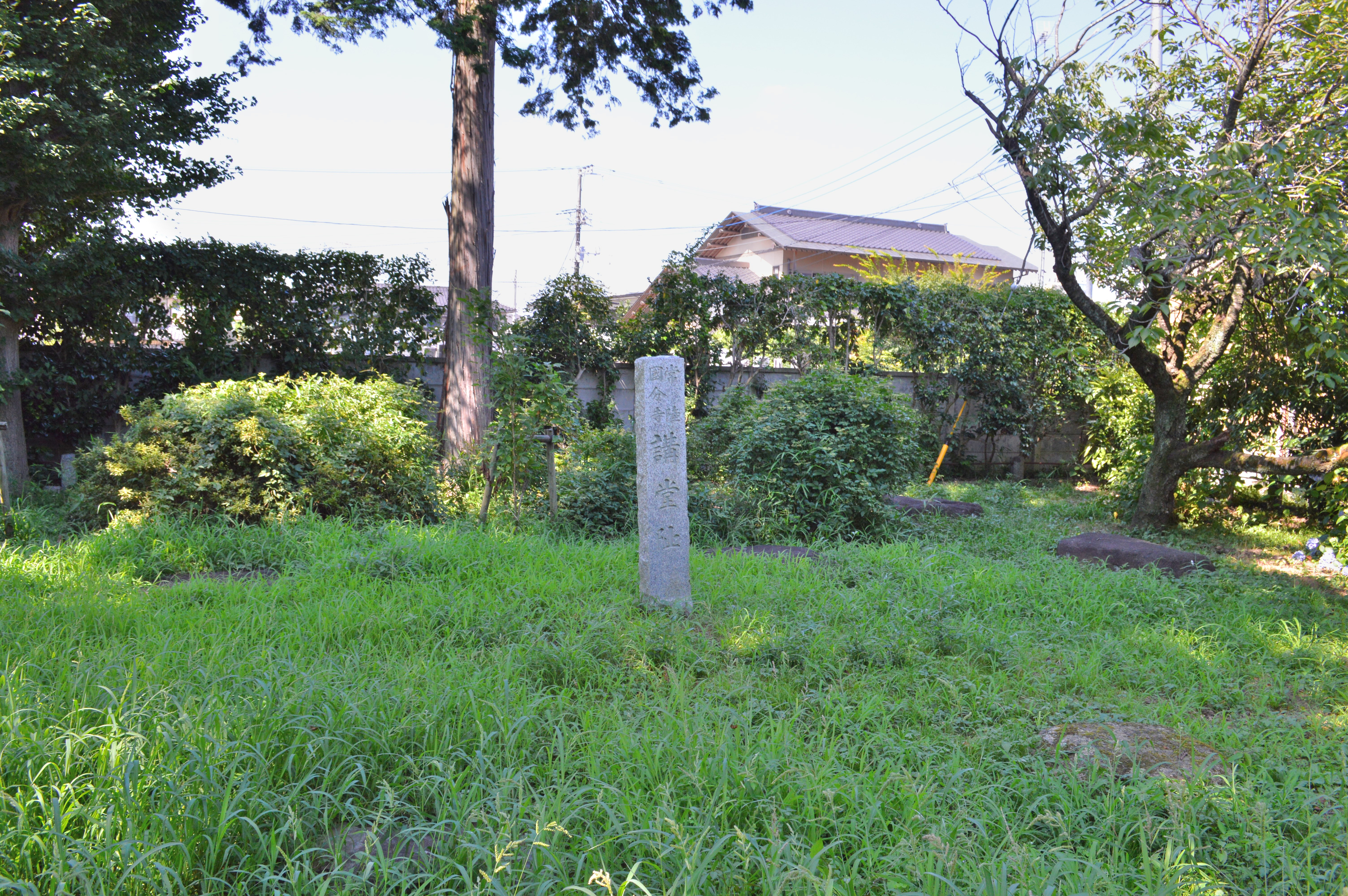
講堂跡
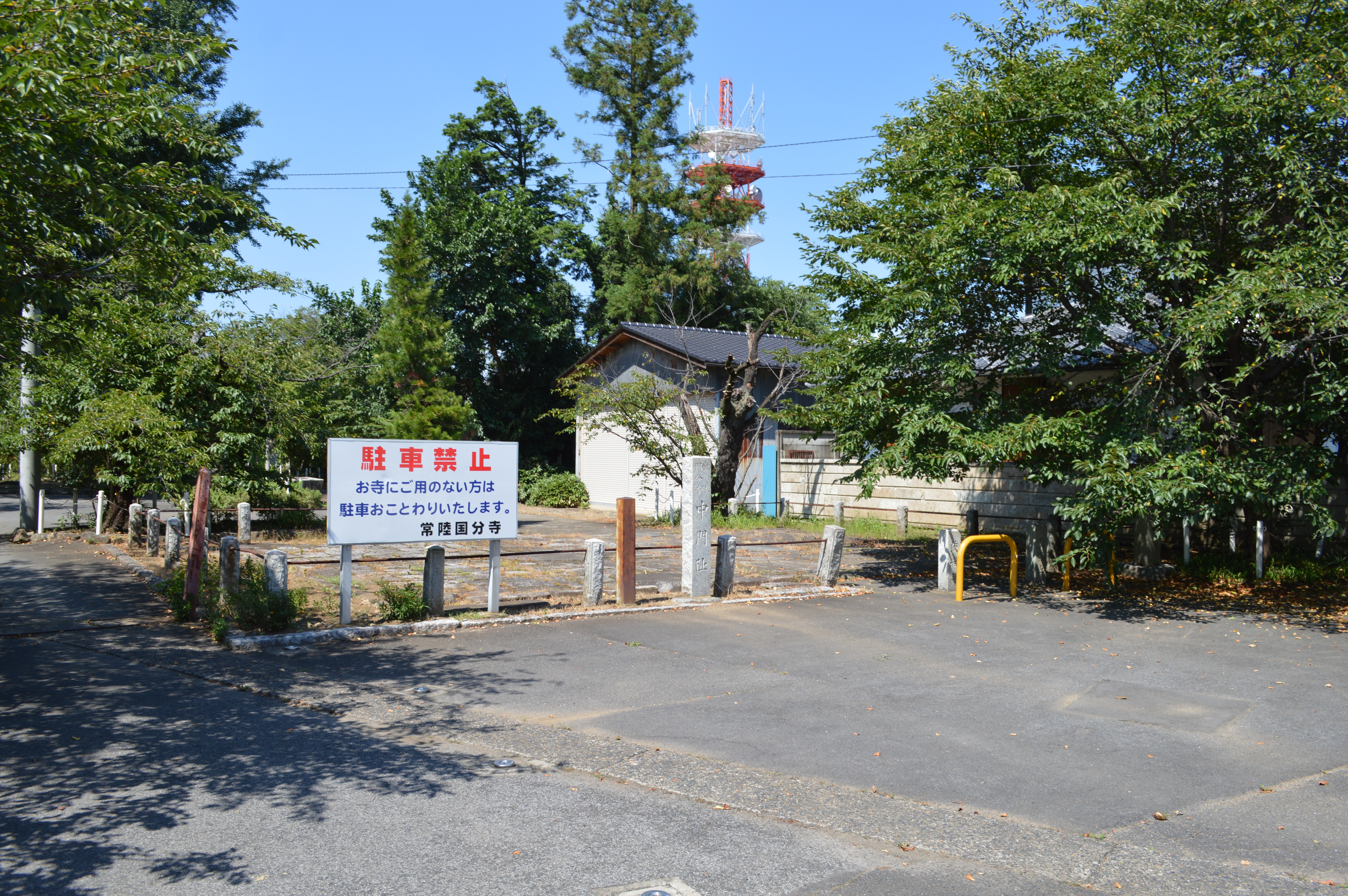
中門跡
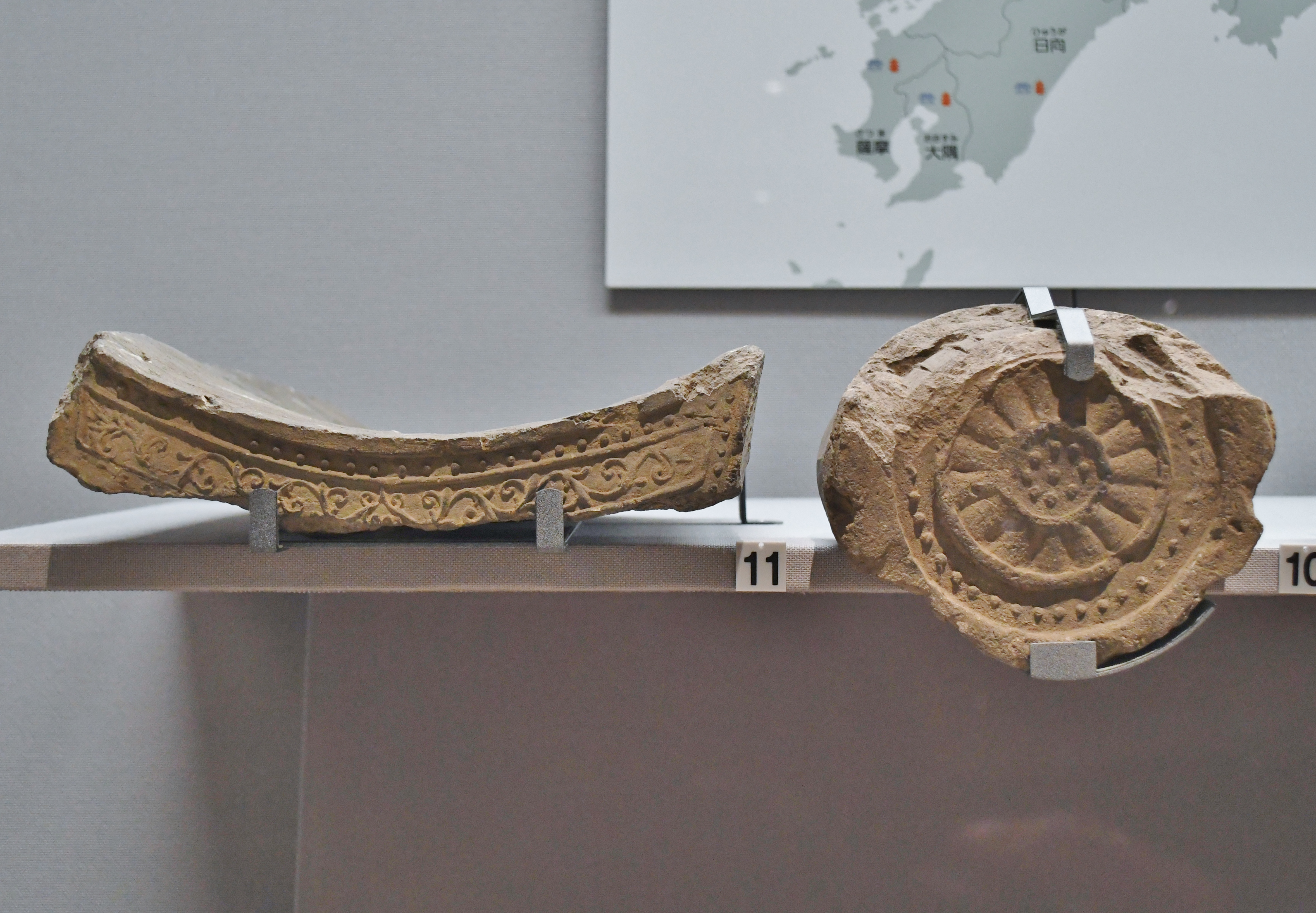
軒瓦 東京国立博物館展示。

## 常陸国分尼寺跡

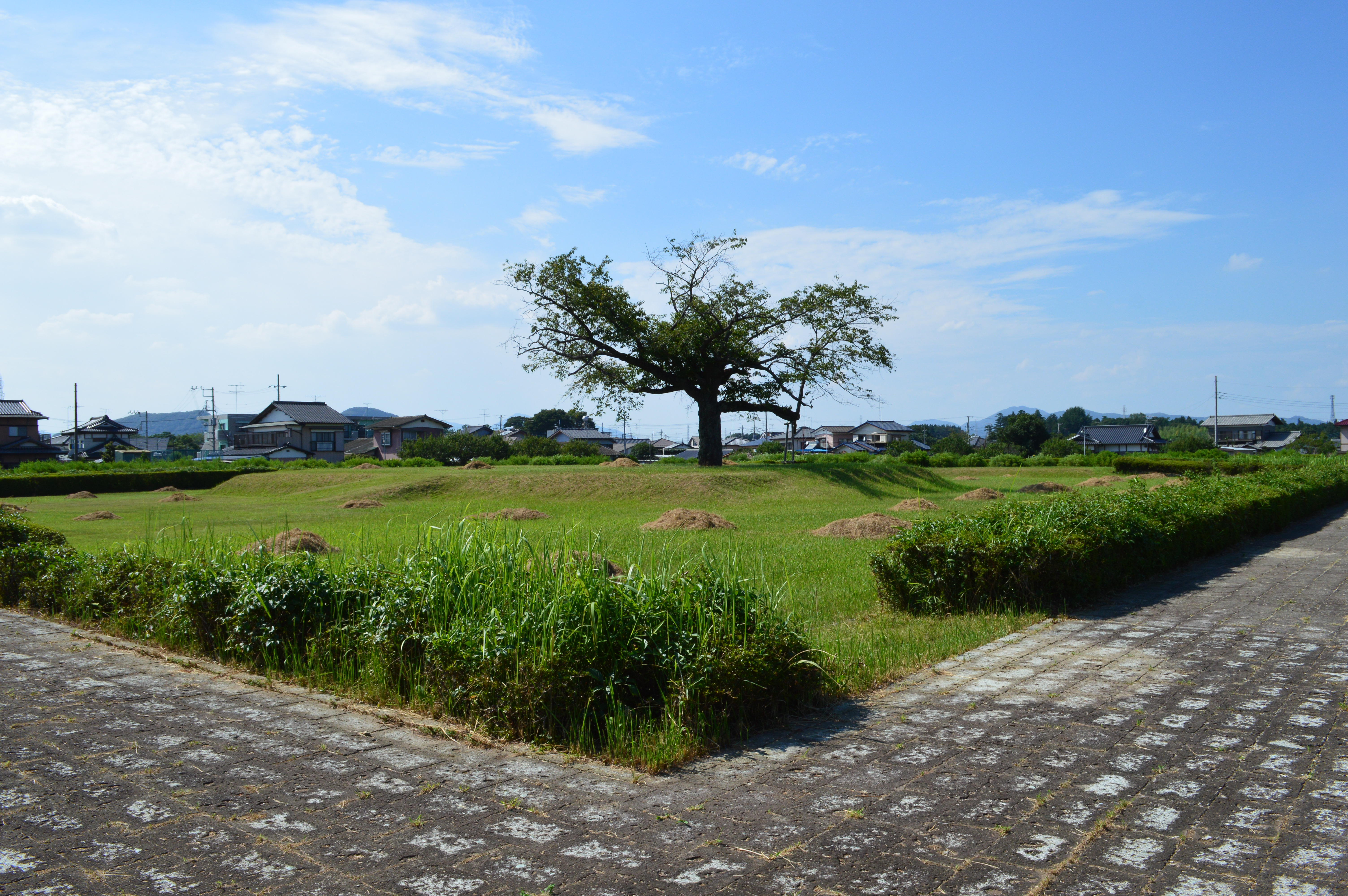
尼寺跡 回廊と金堂基壇

尼寺跡は国分寺の西北約600メートルに位置する。寺域は約1町半（164メートル）四方。東大寺式伽藍配置（塔なし）で、南大門・中門・金堂・講堂が一直線上に配置され、中門左右から出た回廊が金堂を囲んで講堂に接続する。
『新編常陸国誌』によると、尼寺は天正18年（1590年）の佐竹氏・大掾氏の兵火で焼失したという。

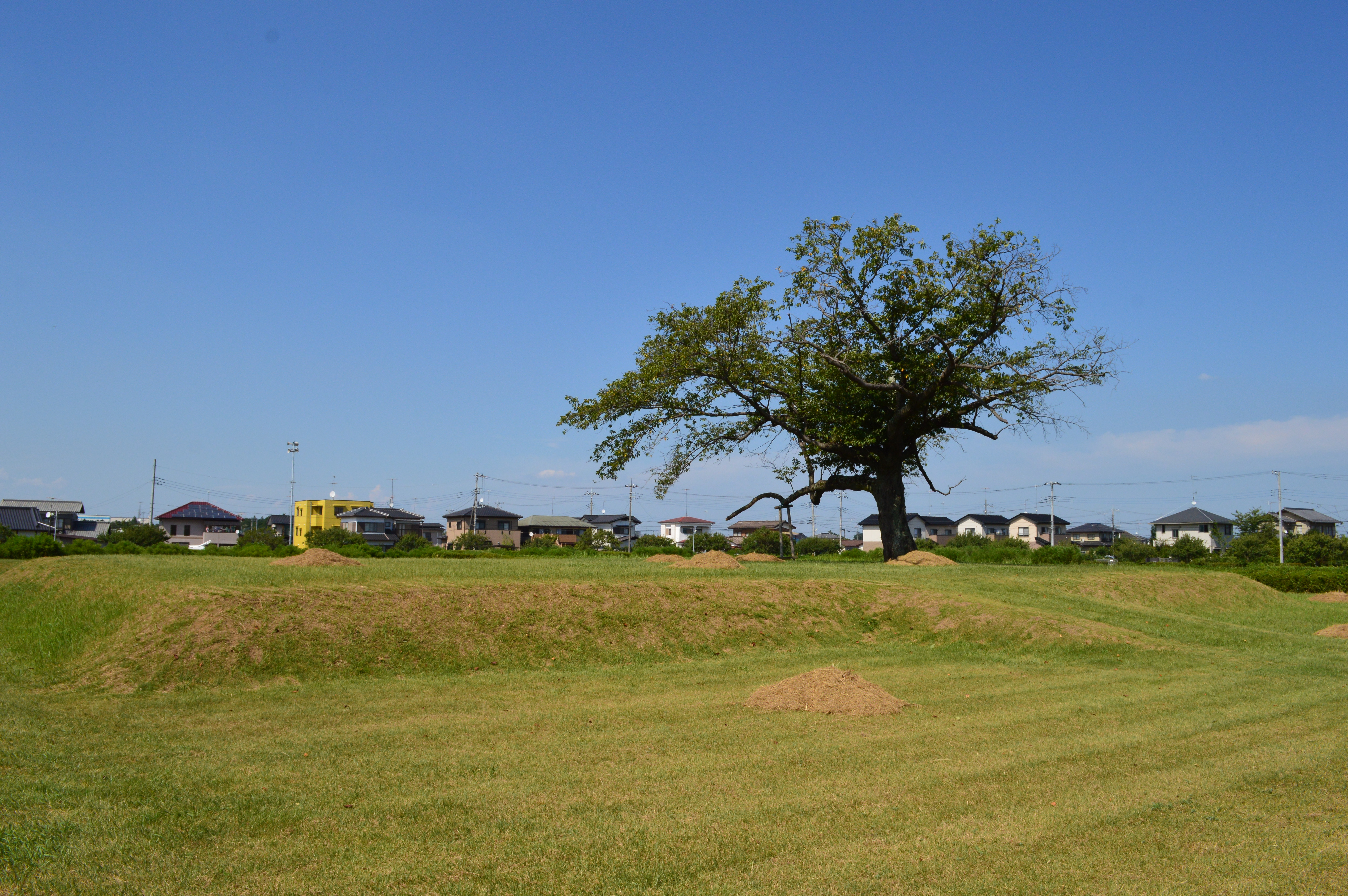
金堂跡
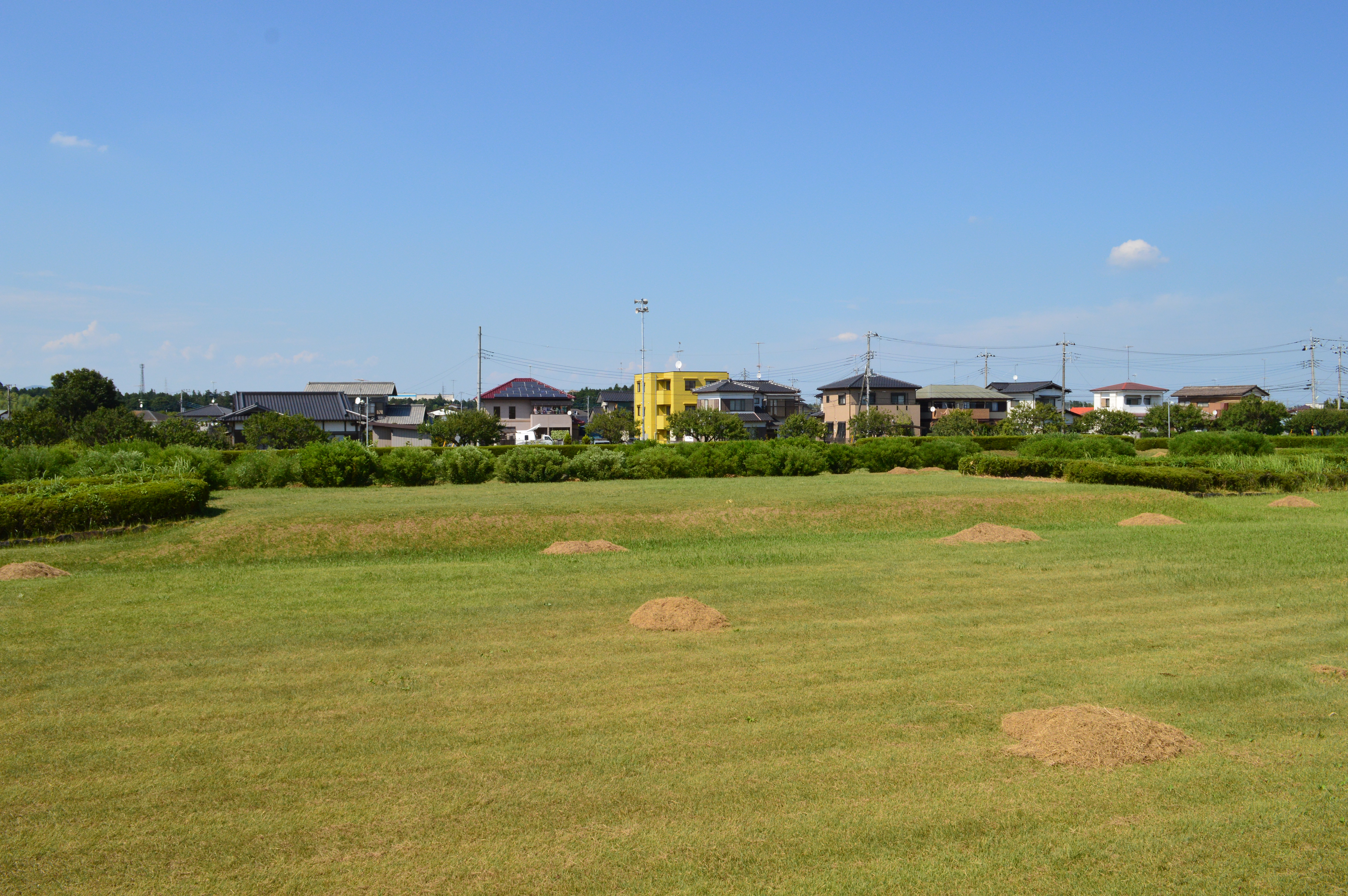
講堂跡
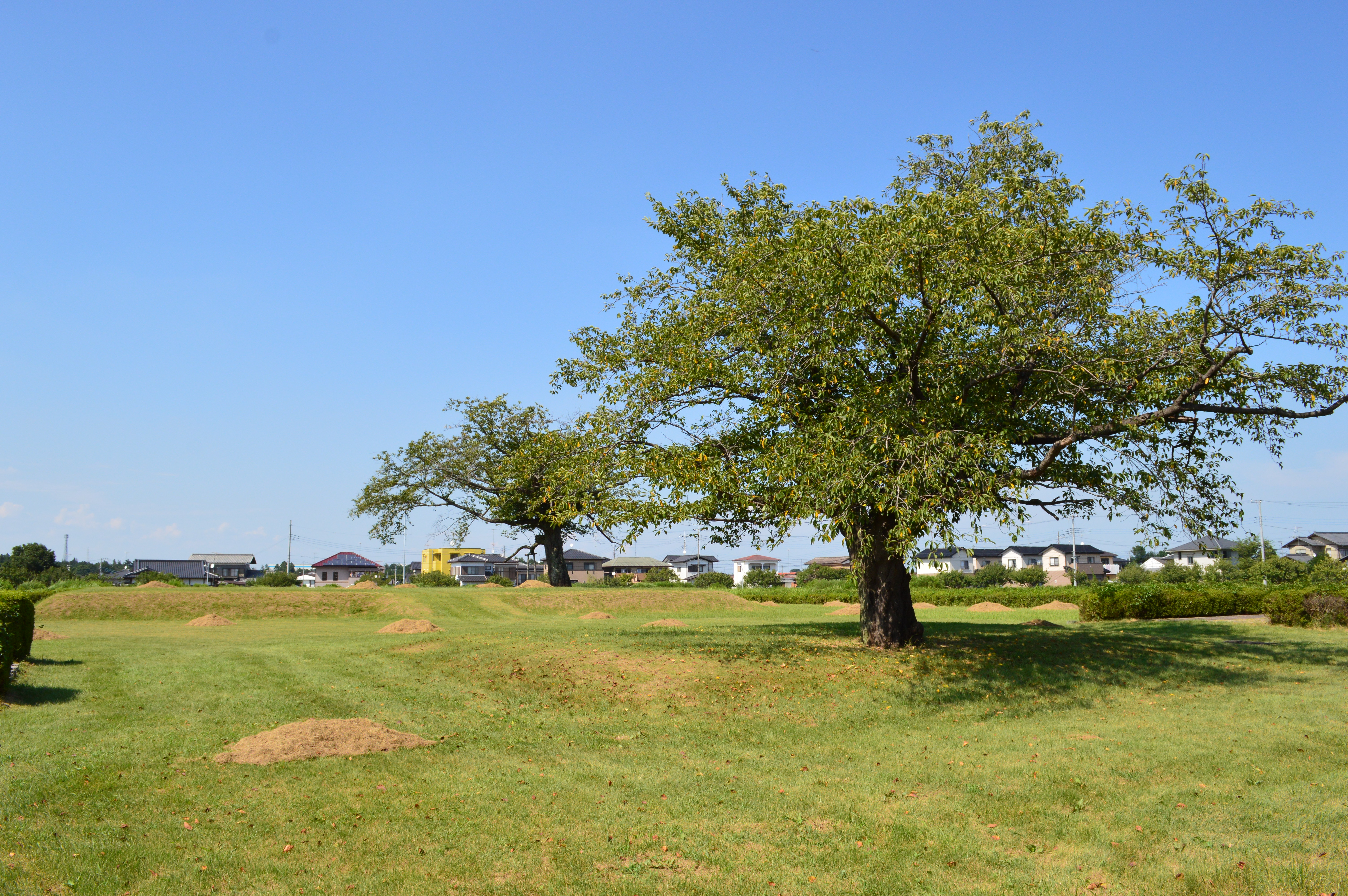
中門跡 奥に金堂基壇。
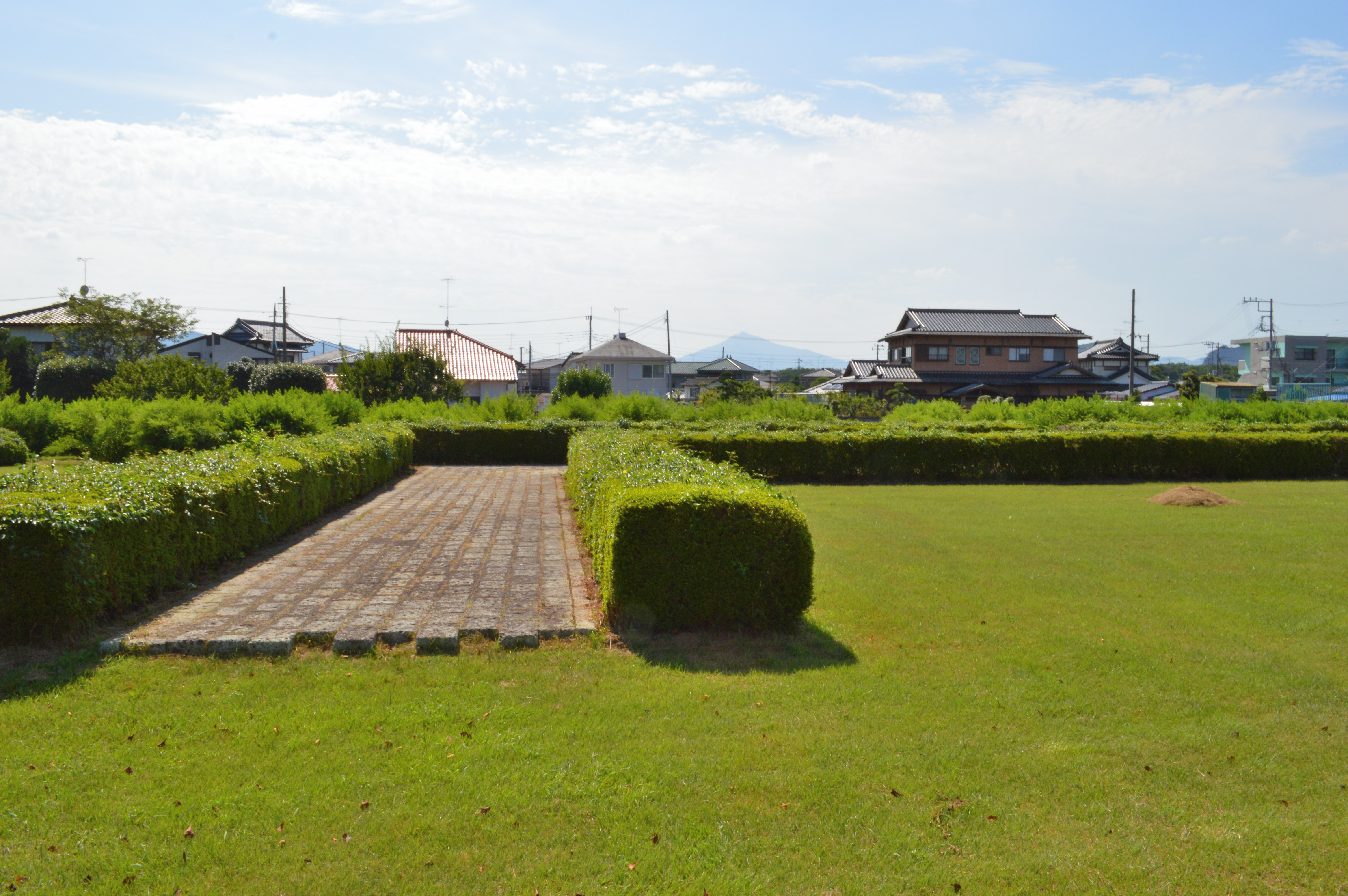
回廊跡
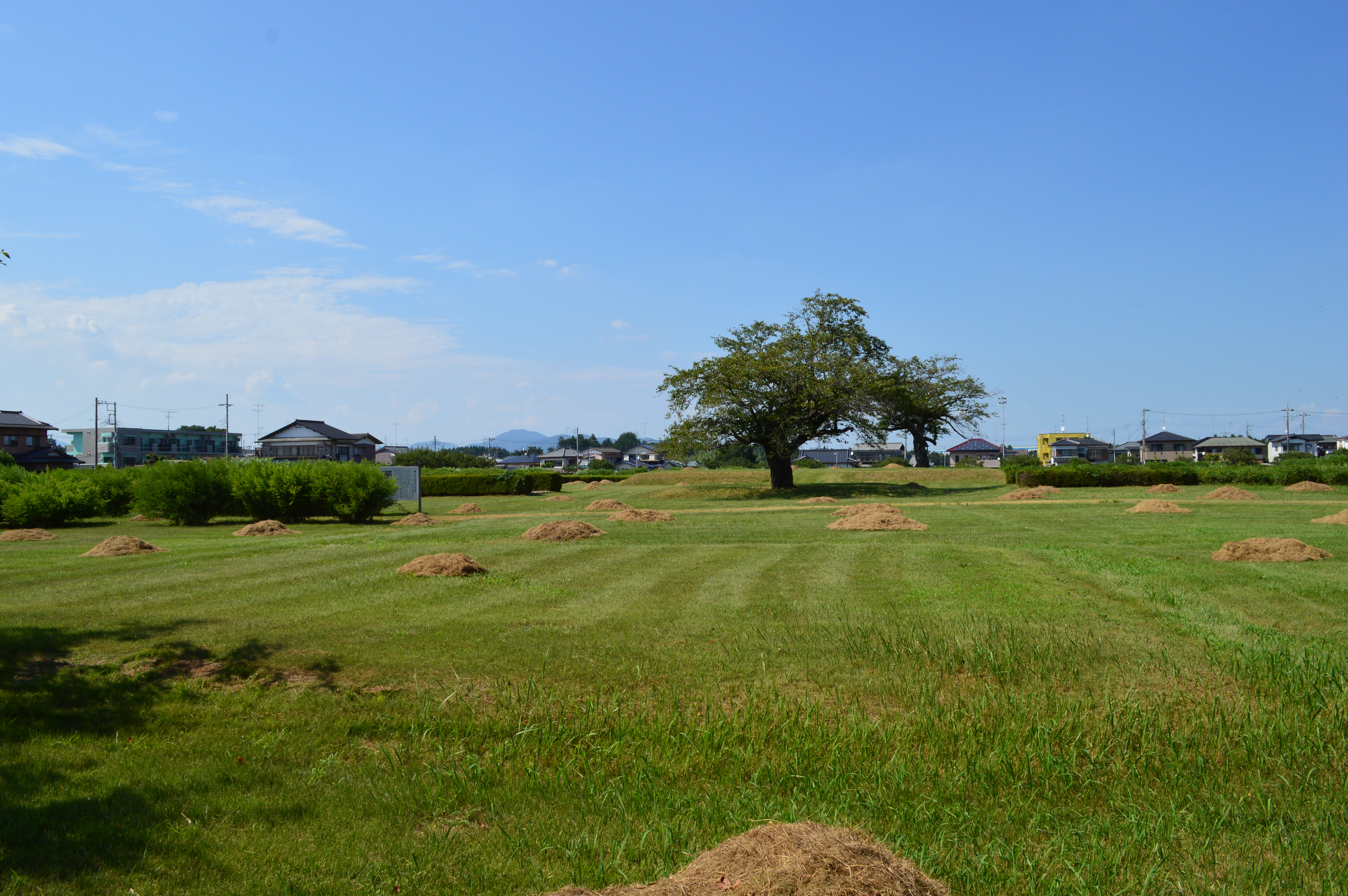
南大門跡 奥に中門・金堂基壇。

## 文化財

### 国の特別史跡
- 常陸国分寺跡
1922年（大正11年）10月12日に国の史跡に指定、1952年（昭和27年）3月29日に国の特別史跡に指定、2022年（令和4年）11月10日に史跡範囲の追加指定[5][6][7]。
- 常陸国分尼寺跡
1922年（大正11年）10月12日に国の史跡に指定、1952年（昭和27年）3月29日に国の特別史跡に指定、1972年（昭和47年）6月28日に史跡範囲の追加指定[8][6]。

### 石岡市指定文化財
- 有形文化財
  - 旧千手院山門（建造物） - 1978年（昭和53年）9月11日指定[9]。
  - 都々一坊扇歌堂（建造物） - 1978年（昭和53年）9月11日指定[9]。
  - 常陸国分僧寺跡出土古瓦（考古資料） - 1978年（昭和53年）8月23日指定[9]。
  - 常陸国分尼寺跡出土古瓦（考古資料） - 1978年（昭和53年）8月23日指定[9]。
  - 常陸国分尼寺跡出土墨書土器（考古資料） - 1978年（昭和53年）8月23日指定[9]。

### 関連文化財
- 瓦塚窯跡
国の史跡。常陸国府・常陸国分寺・常陸国分尼寺に用いられた瓦などの生産地で、石岡市部原に所在（北緯36度16分31.47秒 東経140度13分12.24秒 / 北緯36.2754083度 東経140.2200667度）。
1937年（昭和12年）7月16日に「瓦塚」として茨城県指定史跡に指定[10]。2017年（平成29年）10月13日に「瓦塚窯跡」として国の史跡に指定[11][12]。

## 現地情報
所在地
- 国分寺（旧・現）：茨城県石岡市府中5-1-5
- 国分尼寺（旧）：茨城県石岡市若松3（北緯36度12分5.96秒 東経140度16分3.63秒 / 北緯36.2016556度 東経140.2676750度）

交通アクセス
- 国分寺まで
  - 鉄道：東日本旅客鉄道（JR東日本）常磐線 石岡駅 （徒歩約10分）
- 国分尼寺まで
  - 国分寺から北西へ徒歩約12分

周辺
- 常陸国府跡 - 国の史跡。特に国衙跡は市立石岡小学校の位置になる。
- 常陸國總社宮 - 常陸国総社。